# Plumeria
Plumeria ist eine Pflanzengattung in der Unterfamilie Rauvolfioideae innerhalb der  Familie der Hundsgiftgewächse (Apocynaceae). Die etwa 20 Arten sind in der Neotropis verbreitet.

## Beschreibung

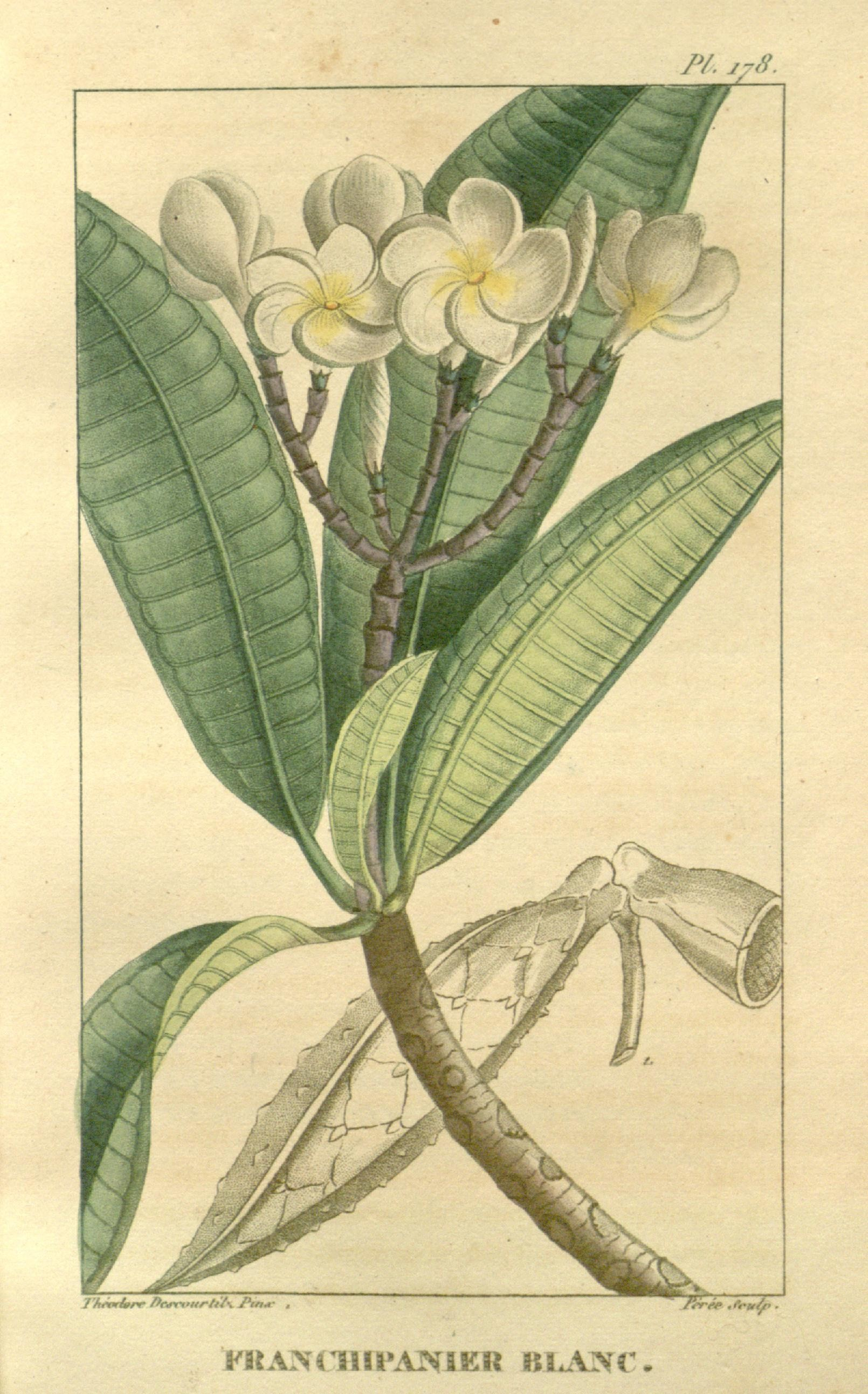
Illustration aus Flore médicale des Antilles, ou, Traité des plantes usuelles, Tafel 178 der Westindischen Frangipani (Plumeria alba)

### Vegetative Merkmale
Die Plumeria-Arten wachsen als laubabwerfende Bäume oder Sträucher. Sie enthalten reichlich Milchsaft. Die fleischigen Zweige weisen einen Durchmesser von 2 bis 3 Zentimetern auf.
Die Blattachseln sind drüsig. Die wechselständig oder spiralig, meist gehäuft an den Zweigspitzen angeordneten Laubblätter sind derb und gestielt.

### Generative Merkmale
Die seiten- oder endständigen, zusammengesetzten Blütenstände enthalten oft viele Blüten. Die großen Tragblätter fallen schon während der Blütezeit ab.
Die wachsigen, duftenden, zwittrigen, radiärsymmetrischen Blüten sind fünfzählig. Die fünf verwachsenen Kelchblätter sind kurz mit gleich- oder verschiedengestaltigen Kelchlappen und besitzen keine Drüsen. Die fünf Kronblätter sind schüssel- bis trichterförmig verwachsen. Die innen behaarte, schmale Kronröhre endet in fünf ausgebreiteten Kronlappen, die sich im Uhrzeigersinn überlappen. Die Farben der Kronblätter reichen von weiß bis gelb und von hell- bis dunkelrosa. Wenn ein Diskus vorhanden ist, dann ist er fleischig. Es ist nur ein Kreis mit fünf fertilen Staubblättern vorhanden; sie sind mit der Basis der Kronröhre, aber nicht mit dem Stempel verwachsen. Die zwei Fruchtknoten sind halbunterständig mit vielen mehrreihig angeordneten Samenanlagen. Der kurze Griffel endet in einer zweispaltigen Narbe.
Pro Blüte werden zwei längliche Balgfrüchte gebildet, die viele Samen enthalten. Die Samen besitzen häutige Flügel. Das Endosperm ist fleischig. Die zwei Keimblätter (Kotyledone) sind längliche und die Radicula ist kurz.

## Verbreitung
Die Plumeria-Arten sind in der Neotropis verbreitet. Sie kommen in Mexiko, auf karibischen Inseln und vom nördlichen Südamerika bis Brasilien vor. Das Zentrum der Artenvielfalt ist mit etwa zehn endemischen Arten Kuba.

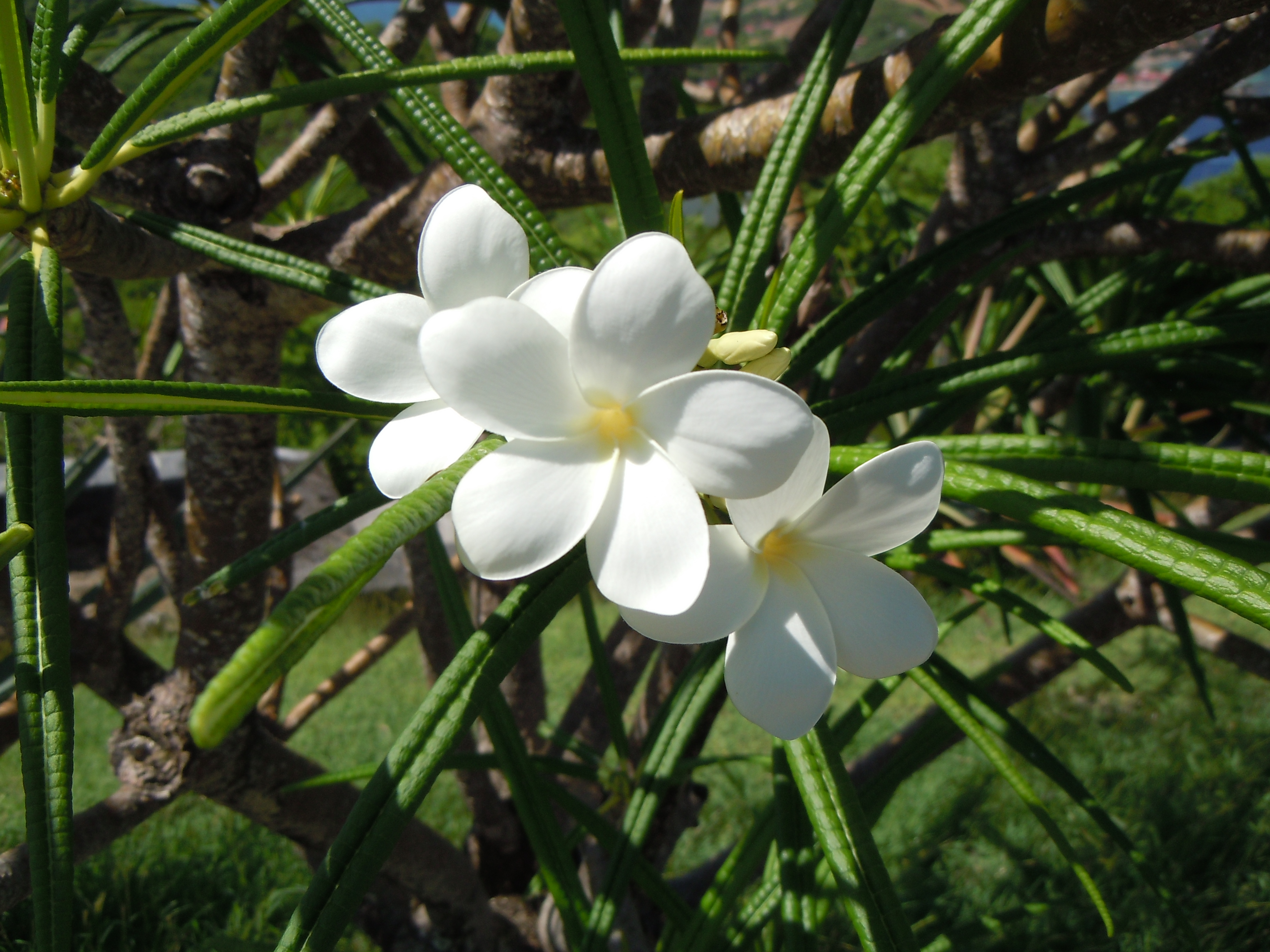
Westindische Frangipani (Plumeria alba)

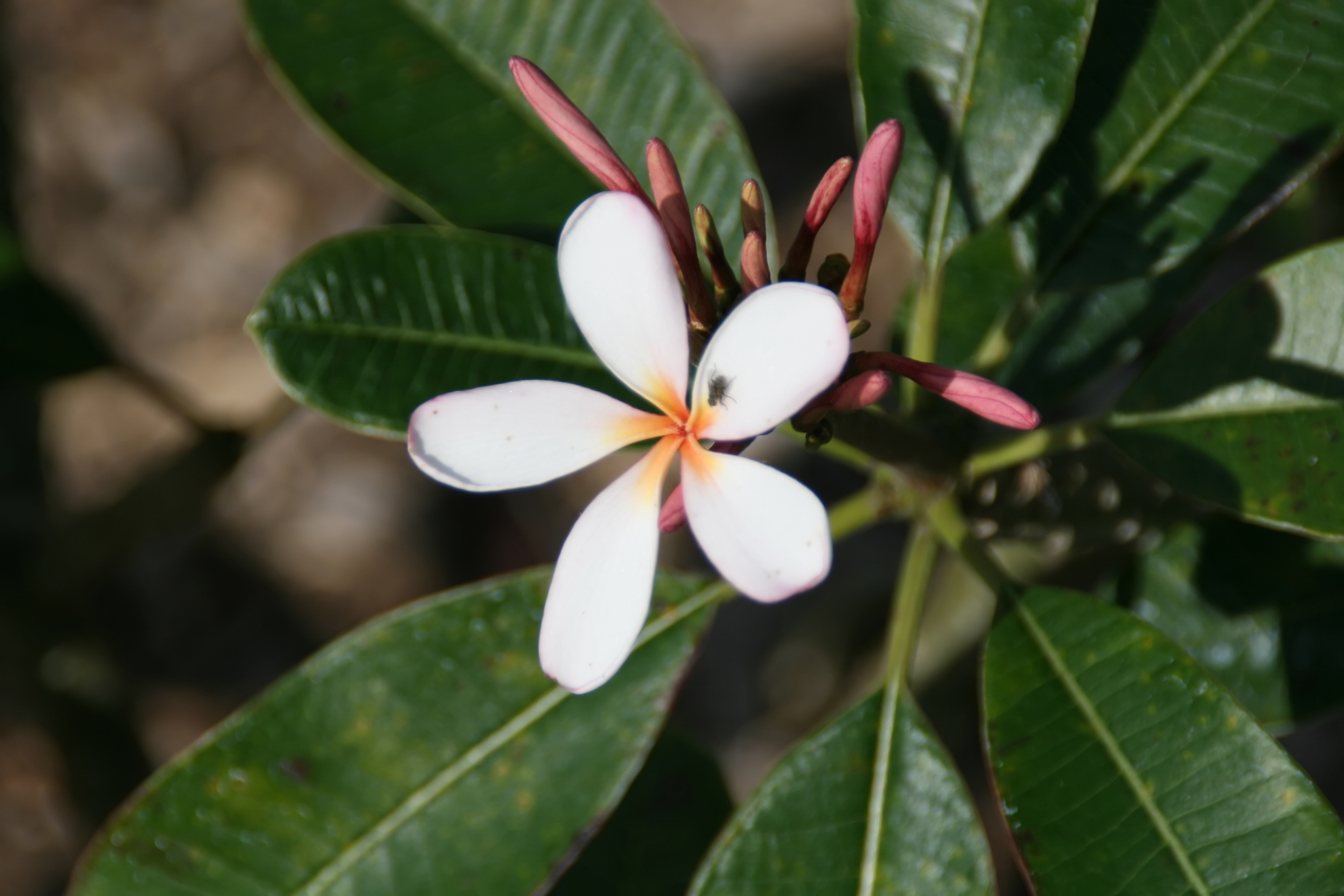
Duftende Frangipani (Plumeria obtusa)

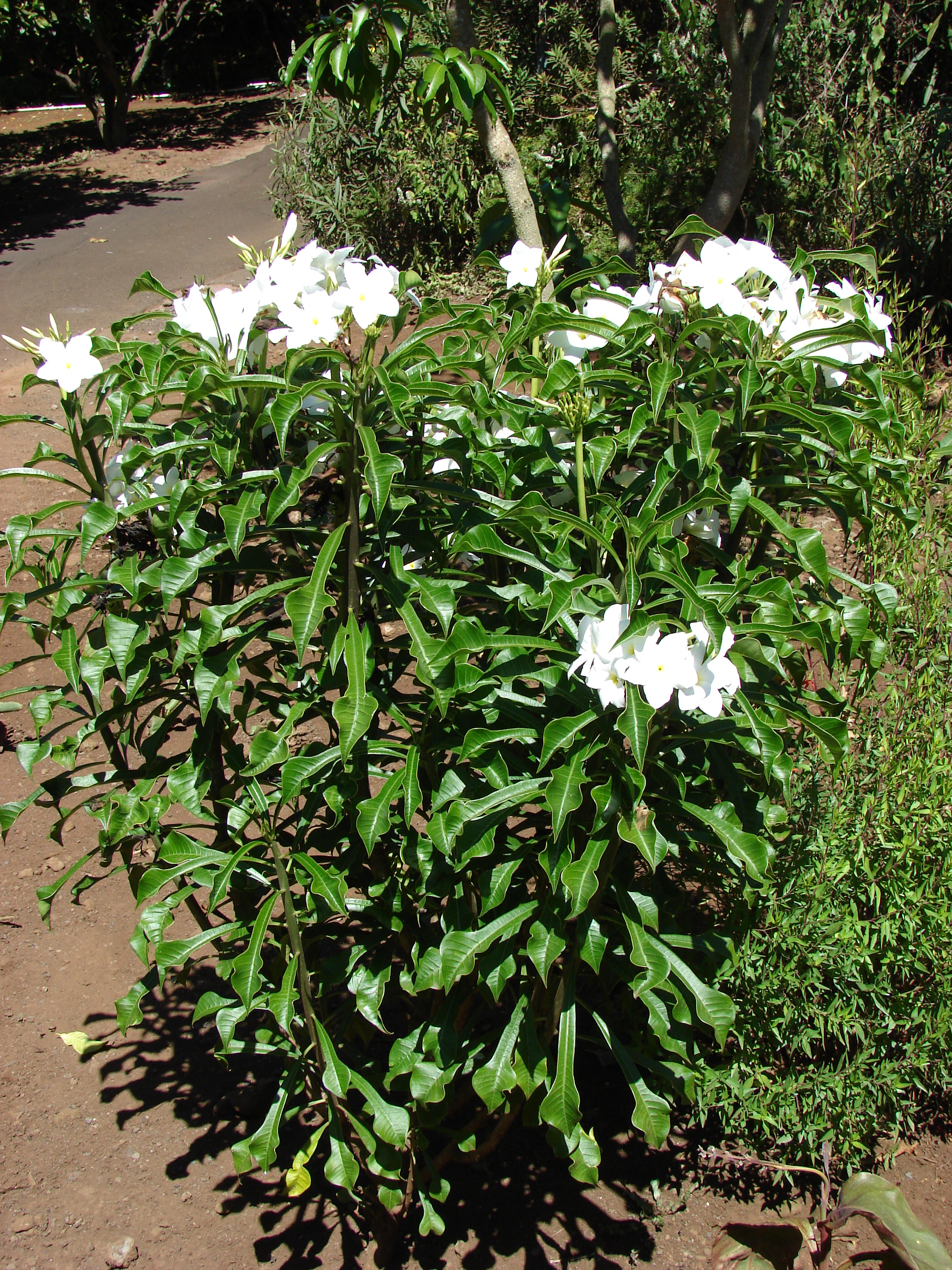
Habitus von Plumeria pudica

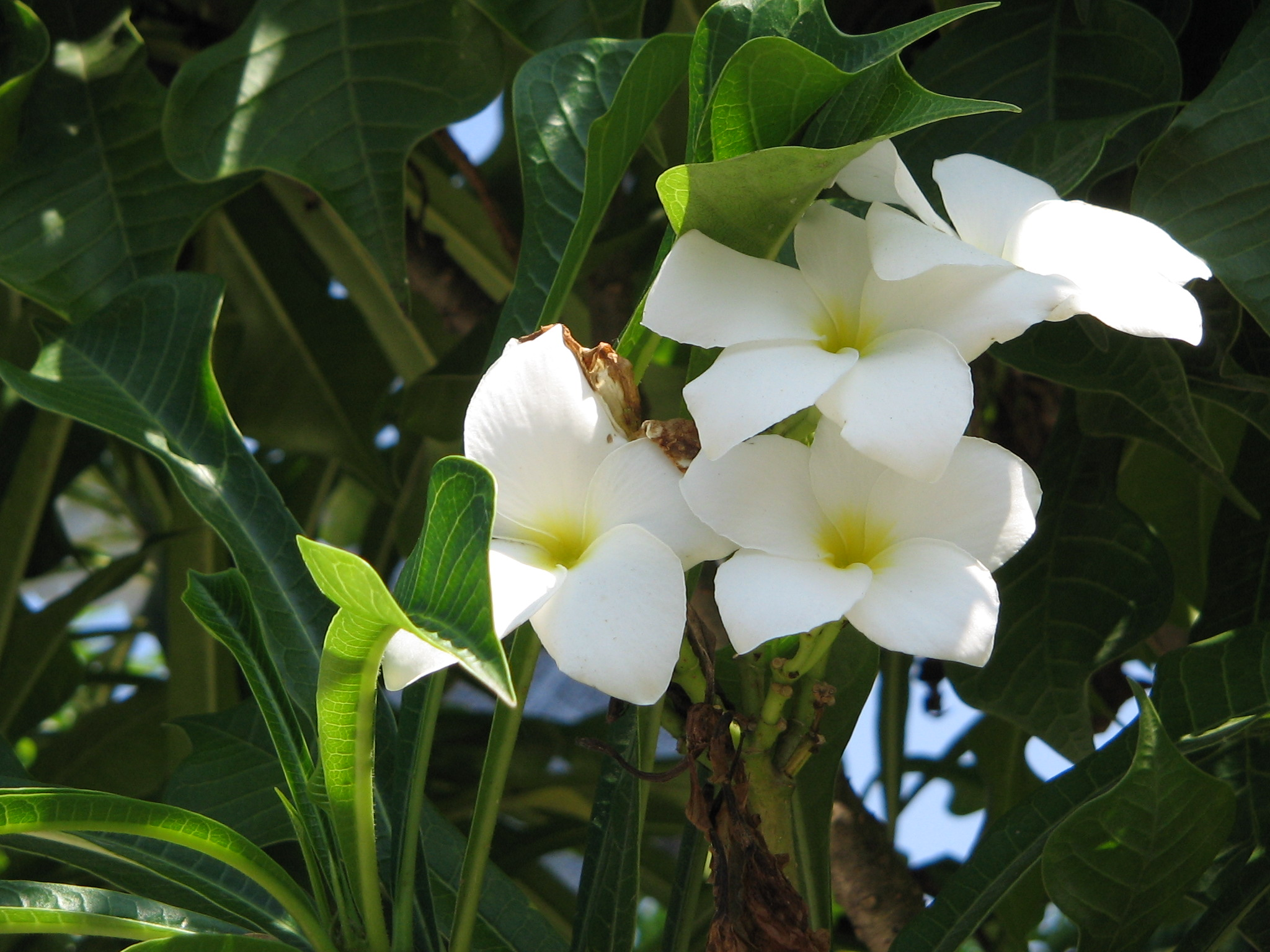
Blütenstand von Plumeria pudica

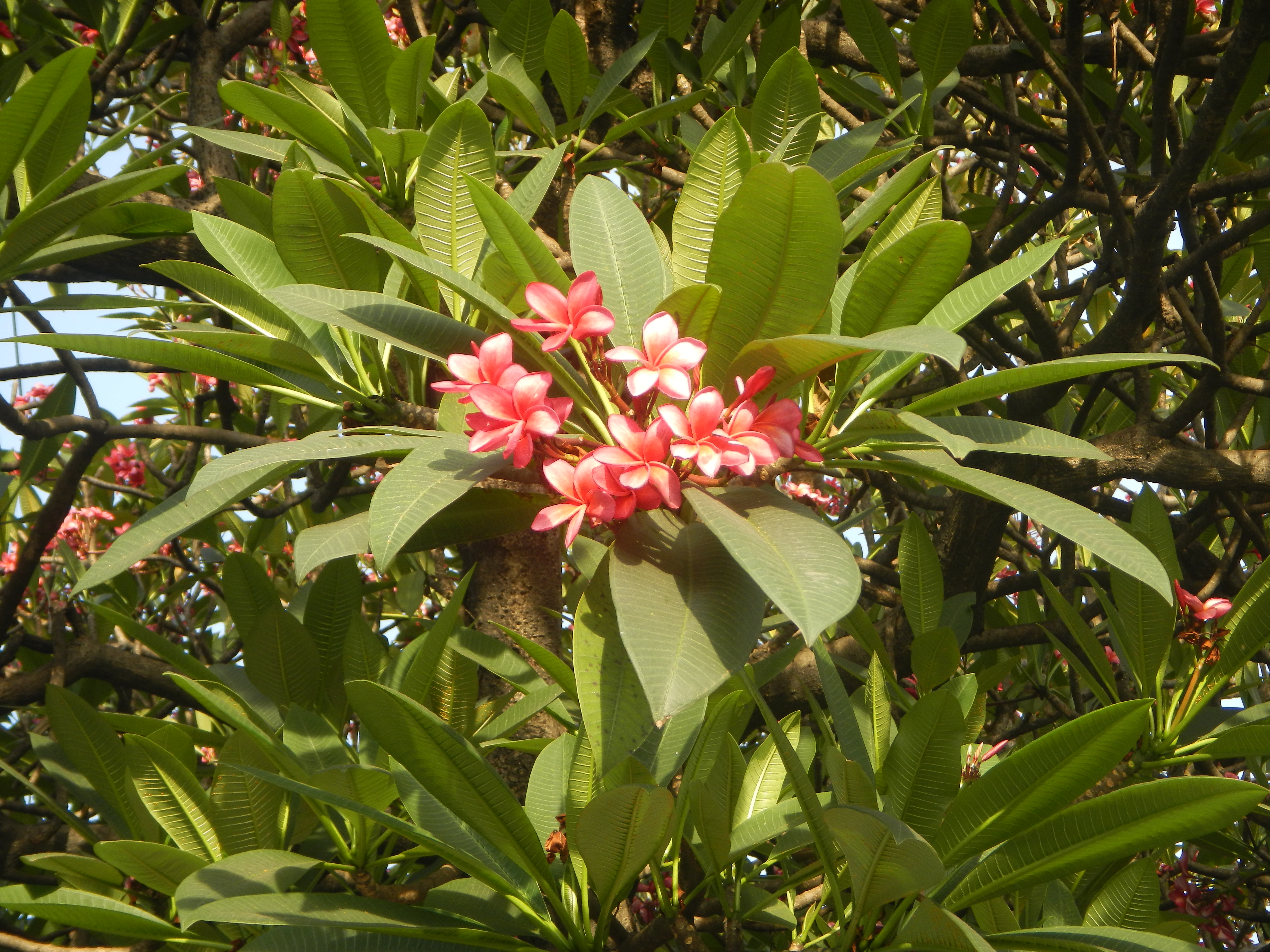
Rote Frangipani (Plumeria rubra)

Verschiedene Plumeria-Arten wie zum Beispiel die Duftende und die Rote Frangipani sowie Hybride sind in Hawaii und anders wo eingeführt bzw. gezüchtet worden. Die Blüten aller Arten werden pua melia genannt und – wie auch auf anderen pazifischen Inseln – bevorzugt für Leis verwendet.

## Systematik
Die Gattung Plumeria wurde 1753 durch Carl von Linné in der 1. Auflage von Species Plantarum aufgestellt. Der botanische Gattungsname Plumeria ehrt den französischen Botaniker Charles Plumier. Die Typusart ist Plumeria rubra L. Ein Synonym für Plumeria L. ist Plumieria Scop., orth. var.
Der Gattung Plumeria wurden früher sieben bis acht Arten zugerechnet, bei manchen Autoren sind es bis zu 20 Arten und Naturhybriden:
- Westindische Frangipani (Plumeria alba L., Syn.: Plumeria revolutifolia Stokes, Plumeria hypoleuca var. angustifolia Gasp., Plumeria alba var. jacquiniana A.DC.): Sie kommt ursprünglich von Puerto Rico bis zu den Antillen vor.[3]
- Plumeria clusioides Griseb.: Sie ist ein Endemit Kubas.[3]
- Plumeria cubensis Urb.: Sie ist ein Endemit Kubas.[3]
- Plumeria ekmanii Urb.: Sie ist ein Endemit Kubas.[3]
- Plumeria emarginata Griseb.: Sie ist ein Endemit Kubas.[3]
- Plumeria filifolia Griseb.: Sie ist ein Endemit des östlichen Kuba.[3]
- Plumeria inodora Jacq.: Sie kommt von Kolumbien bis Guayana vor.[3]
- Plumeria krugii Urb.: Sie kommt in Puerto Rico vor.[3]
- Plumeria lanata Britton: Sie ist ein Endemit Kubas.[3]
- Plumeria magna Zanoni & M.M.Mejía: Sie kommt in der Dominikanischen Republik vor.[3]
- Plumeria montana Britton & P.Wilson: Sie ist ein Endemit Kubas.[3]

- Duftende Frangipani (Plumeria obtusa L. Syn.: Plumeria obtusa var. typica Woodson nom. inval., Plumeria obtusa var. laevis Griseb., Plumeria obtusa var. sericifolia (C.Wright ex Griseb.) Woodson, Plumeria apiculata Urb., Plumeria bahamensis Urb., Plumeria barahonensis Urb., Plumeria beatensis Urb., Plumeria bicolor Seem., Plumeria casildensis Urb., Plumeria cayensis Urb., Plumeria confusa Britton, Plumeria cuneifolia Helwig, Plumeria estrellensis Urb., Plumeria hypoleuca Gasp., Plumeria inaguensis Britton, Plumeria jamaicensis Britton nom. illeg., Plumeria marchii Urb., Plumeria multiflora Standl., Plumeria nipensis Britton, Plumeria nivea Mill., Plumeria ostenfeldii Urb., Plumeria parvifolia Donn, Plumeria portoricensis Urb., Plumeria tenorei Gazparr., Plumeria versicolor Dehnh.): Sie kommt ursprünglich in Florida, in der Karibik und vom südöstlichen Mexiko bis Guatemala vor.[3]
- Plumeria pudica Jacq.: Sie kommt von Panama bis zum nördlichen Venezuela vor.[3]
- Rote Frangipani (Plumeria rubra L., Syn.: Plumeria acuminata W.T.Aiton, Plumeria acutifolia Poir., Plumeria angustifolia A.DC., Plumeria arborea Noronha nom. nud., Plumeria arborescens G.Don, Plumeria aurantia Endl., Plumeria aurantia Lodd. ex G.Don, Plumeria aurantiaca Steud., Plumeria bicolor Ruiz & Pav., Plumeria blandfordiana Lodd. ex G.Don, Plumeria carinata Ruiz & Pav., Plumeria conspicua G.Don, Plumeria gouanii D.Don ex G.Don, Plumeria incarnata Mill., Plumeria jamesonii Hook., Plumeria kerrii G.Don, Plumeria kunthiana Kostel., Plumeria lambertiana Lindl., Plumeria loranthifolia Müll.Arg., Plumeria lutea Ruiz & Pav., Plumeria macrophylla Lodd. ex G.Don, Plumeria mariaelenae J.F.Gut. & J.Linares, Plumeria megaphylla A.DC., Plumeria mexicana G.Lodd., Plumeria milleri G.Don, Plumeria mollis Kunth, Plumeria northiana Lodd. ex G.Don, Plumeria purpurea Ruiz & Pav., Plumeria tenuifolia Lodd. ex G.Don, Plumeria tricolor Ruiz & Pav., Plumeria rubra var. acutifolia (Poir.) L.H.Bailey & E.Z.Bailey, Plumeria rubra var. acuminata (W.T.Aiton) R.S.Rao & Balamani): Sie kommt ursprünglich von Mexiko bis Venezuela vor.[3]
- Plumeria sericifolia C.Wright ex Griseb.: Sie ist ein Endemit Kubas.[3]
- Plumeria ×stenopetala Urb. (= Plumeria obtusa × Plumeria subsessilis): Sie kommt auf Hispaniola vor.[3]
- Plumeria subsessilis A.DC.: Sie kommt auf Hispaniola vor.[3]
- Plumeria trinitensis Britton: Sie ist ein Endemit Kubas.[3]
- Plumeria tuberculata G.Lodd.: Sie kommt von den Bahamas bis Hispaniola vor.[3]
- Plumeria venosa Britton: Sie ist ein Endemit Kubas.[3]

## Symbolik
Die Westindische Frangipani (Plumeria alba) ist die Nationalblume Nicaraguas, hier bekannt unter der nationalen Bezeichnung Sacuanjoche. Ihr Abbild schmückt u. a. den Hintergrund der einzelnen Seiten des nicaraguanischen Reisepasses.